# Francesco Ghinghi
Francesco Maria Gaetano Ghinghi, né en 1689 à Florence et mort en 1762 à Naples, est un graveur en pierres fines italien. 

## Biographie
Il devient célèbre pour un portrait du grand-duc Cosme III de Médicis gravé sur une calcédoine à deux couleurs. Il exécute aussi des camées représentant les figures de Savonarole, Hadrien, et, entre autres, de Trajan, sur des saphirs. 
Ce qui est considéré par la critique comme son chef-d’œuvre est une Vénus de Médicis gravée sur une améthyste conservée au musée royal de Pologne.